# اسکار دیوید فریمان
اسکار دیوید فریمان (به فنلاندی: Oskar David Friman) (زاده ۲۷ ژانویه ۱۸۹۳ - درگذشته ۱۹ اکتبر ۱۹۳۳) کشتی گیر کشور فنلاند است.

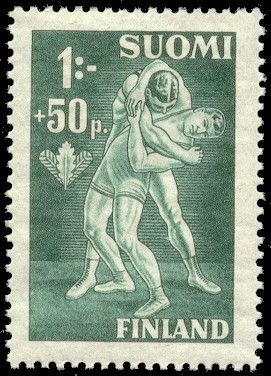
تمبر یادبود اسکار فریمان در سال ۱۹۴۵